# مبرهنة أبيل-روفيني
في الجبر، مبرهنة أبيل-روفيني (بالإنجليزية: Abel–Ruffini theorem)‏ هي مبرهنة رياضية تنص على أن ليس هناك حلولا جبرية للمعادلات الحدودية من الدرجة الخامسة وما فوق. سميت هكذا نسبة إلى عالم الرياضيات باولو روفيني الذي أعطى برهانا غير كامل لها في عام 1799 وإلى عالم الرياضيات نيلس هنريك أبيل الذي برهن عليها بشكل كامل في عام 1823. إيفاريست غالوا أعطى برهانا على هذه المبرهنة في عمل مستقل له، نشر في عام 1846 سنوات عديدة بعد وفاته.

## التأويل
المبرهنة لا تنص على أنه لا توجد حلول نهائيا لبعض المعادلات الحدودية اللائي تفوق درجتهن الخمسة. بل العكس هو الصحيح : كل معادلة حدودية غير ثابتة ذات متغير واحد، معاملاتها أعداد حقيقية أو عقدية، لها على الأقل حل عقدي واحد. انظر إلى المبرهنة الأساسية في الجبر وإلى طريقة نيوتن وإلى طريقة لاغِير.

## متعددات الحدود ذات الدرجات الصغرى
بالنسبة للمعادلات من الدرجة الأولى والثانية والثالثة والرابعة، يمكن إيجاد الحلول باستعمال العمليات الأربع (الجمع والطرح والضرب والقسمة) إلى جانب القوى والجذور.

## متعددات الحدود ذات الدرجة الخامسة فما فوق
ابتداء من الدرجة الخامسة لا يمكن إيجاد الحلول باستعمال العمليات السابقة.

## البرهان
يعتمد البرهان التالي على نظرية غالوا. انظر إلى زمرة غالوا.

## التاريخ
في حوالي عام 1770، بنى جوزيف لوي لاغرانج الأسس اللائي جمعن مختلف الطرق المستعملة آنذاك في حلحلة المعادلات، رابطا إياهن بنظرية الزمر ونظرية التبديلات. كان هذا العمل أساسيا وسباقا لنظرية غالوا.
انظر إلى أوغستين لوي كوشي وإلى صيغة كاردانو وإلى كارل فريدريش غاوس وإلى كتابه استفسارات حسابية.

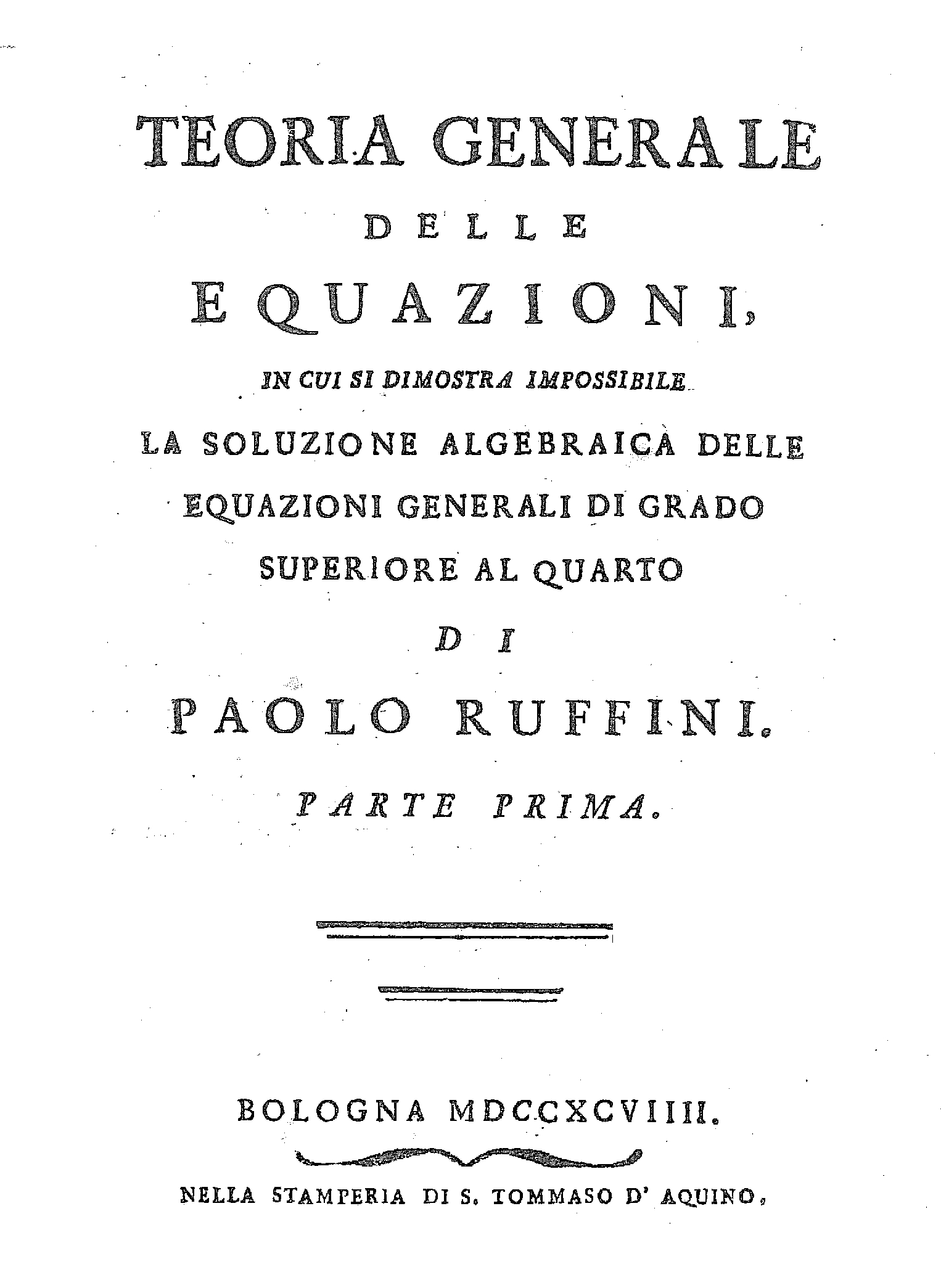
باولو روفيني، نظرية عامة للمعادلات، 1799

في عام 1963، اكتشف فلاديمير أرنولد برهانا طوبولوجيا على مبرهنة أبيل-روفيني، ممثلا بذلك بداية لما يسمى نظرية غالوا الطوبولوجية.

## العدد الجبري
العدد الجبري هو عدد مركب يكون حلا لمعادلة حدودها أعداد نسبية.

### أمثلة لأعداد جبرية
- العدد التخيلي i لأنه حل للمعادلة: x²+1=0.
- جميع الأعداد الجبرية (الحقيقية).